# Pomezia

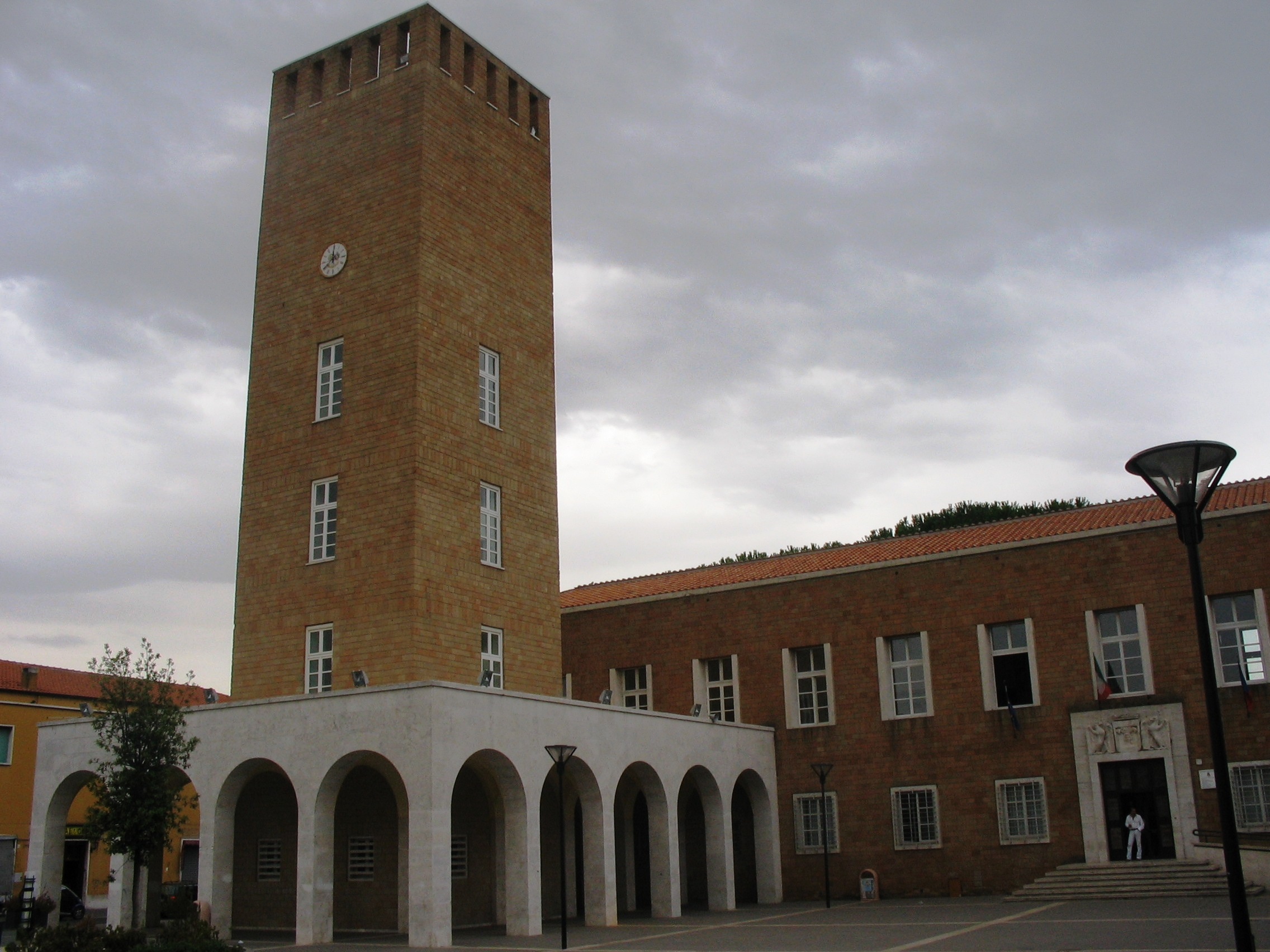
Tháp và tòa thị chính

Pomezia là một đô thị ở tỉnh Roma, Lazio, Italia. Đô thị này nằm ở tọa độ 41°41′0″B 12°30′0″Đ / 41,68333°B 12,5°Đ. Theo điều tra của Viện thống kê dân Ý năm 2001, dân số đô thị này là 43.960 người và diện tích là 110,92 km².

## Thành phố kế nghĩa
- Singen, Đức
- Çanakkale, Thổ Nhĩ Kỳ
- Itápolis, Brasil